# Nokia 150
Nokia 150 и Nokia 150 Dual SIM — мобильные телефоны начального уровня, от HMD Global. Модель была представлена в декабре 2016 года, как Nokia 150 в версии с одним слотом Micro-SIM, и 150 Dual SIM с поддержкой двух Micro-SIM карт.

## Спецификации
Nokia 150 работает на пользовательском интерфейсе Series 30+. Nokia 150 и 150 Dual SIM был созданы чтобы предоставить пользователю очень долгое время работы. Поставляются с наушниками WH-308.